# Skole
Skole (ukrajinsky Сколе) je ukrajinské město s asi 6500 obyvateli. Leží na břehu řeky Opir ve Lvovské oblasti, ve Stryjském rajónu. Ve městě je zde správní centrum Skolské městské komunity. Nachází se na severním úpatí Karpat. Je jedním z historických center Bojkovštiny, zařazeným na Seznam historických sídel Ukrajiny. Městem prochází strategické celostátní a evropské dopravní komunikace: evropská silnice E50 a evropská silnice E47 (Mukačevo-Lvov), železnice Kyjev-Čop a jižní větev ropovodu Družba.

## Historie
První písemná zmínka o Skole pochází z roku 1397. Město bylo součástí Haliče, jedné z korunních zemí habsburského soustátí (později Rakouského císařství a Rakouska-Uherska). O hospodářský rozvoj města se ve druhé polovině 19. století zasloužila průmyslová rodina Grödelů, později povýšená do šlechtického stavu.

V roce 1887 získalo Skole železniční spojení, je přes něj vedena železniční trať Lvov – Stryj – Čop. V roce 1880 zde žilo 2047 obyvatel (převážně Poláků, Rusínů a Němců). 30. března 1888 velké části města (100 domů z celkových 300) vyhořely. V roce 1913 mělo město již 8 700 obyvatel, z toho 3 200 Židů, 2 700 Poláků, 2 500 Rusínů a 400 Němců.

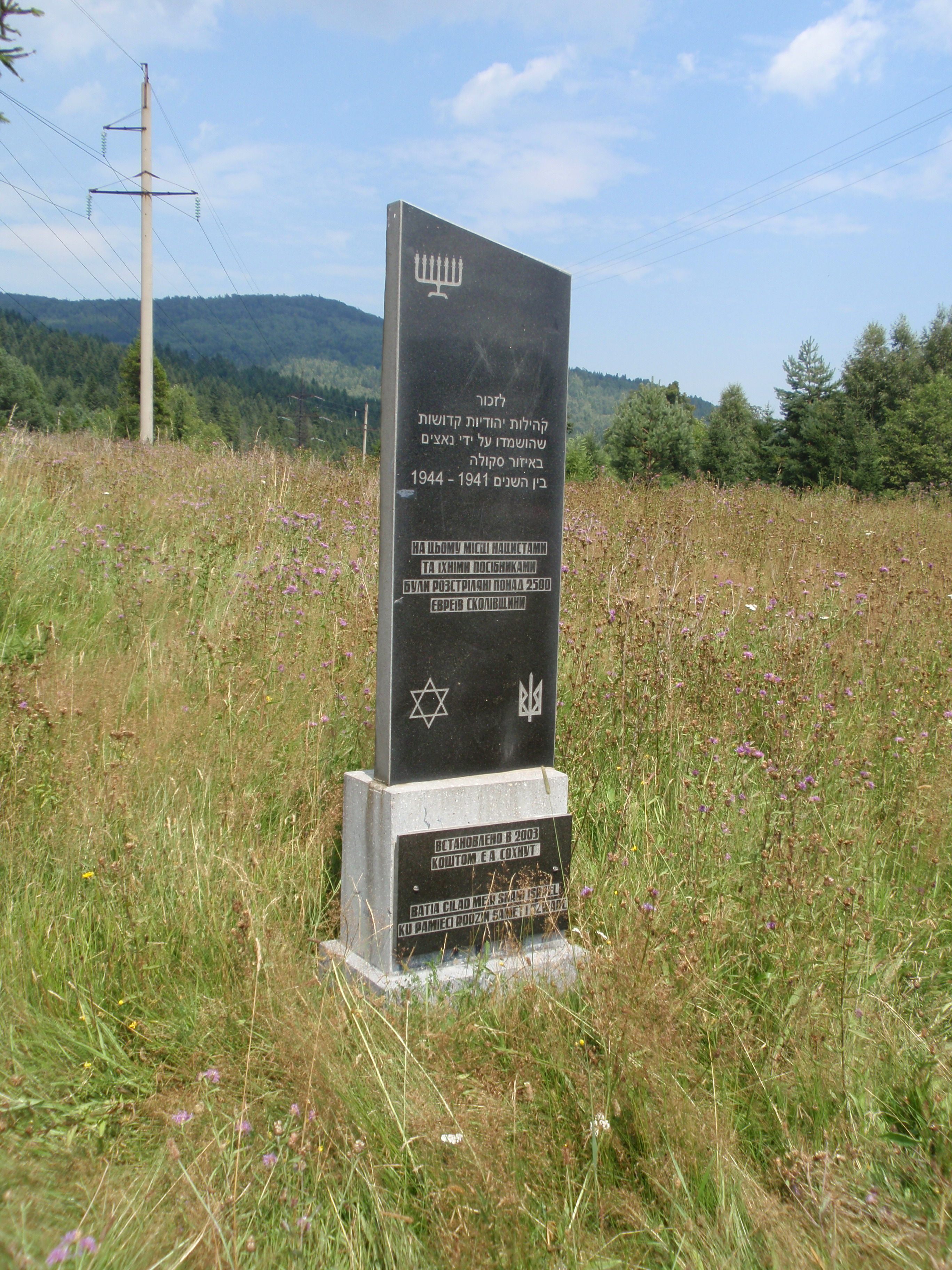
Památník na místě zrušeného židovského hřbitova

Po zániku Rakouska-Uherska v roce 1918 připadlo Skole Polsku. Po 2. světové válce se stalo součástí Ukrajiny.

## Osobnosti
- Stanisław Głąbiński (1862–1941), polský ekonom a politik